# Férfi 3 méteres szinkronugrás a 2012-es úszó-Európa-bajnokságon
A férfi 3 méteres szinkronugrást a 2012-es úszó-Európa-bajnokságon május 18-án rendezték meg. Délután a selejtezőt és este a döntőt.

## Eredmény
Zölddel kiemelve a döntőbe jutottak.
| Helyezés | Versenyző                                   | Ország             | Selejtező | Selejtező | Döntő  | Döntő    |
| Helyezés | Versenyző                                   | Ország             | Pontok    | Helyezés  | Pontok | Helyezés |
| -------- | ------------------------------------------- | ------------------ | --------- | --------- | ------ | -------- |
| Arany    | Jevgenyij Kuznyecov / Ilja Zaharov          | Oroszország        | 441,30    | 1         | 445,92 | 1        |
| Ezüst    | Patrick Hausding / Stephan Feck             | Németország        | 411,63    | 3         | 433,68 | 2        |
| Bronz    | Olekszij Prihorov / Illja Kvasa             | Ukrajna            | 429,60    | 2         | 432,48 | 3        |
| 4        | Damien Cely / Matthieu Rosset               | Franciaország      | 410,73    | 4         | 404,43 | 4        |
| 5        | Christopher Mears / Nicholas Robinson-Baker | Egyesült Királyság | 391,05    | 5         | 390,84 | 5        |
| 6        | Andrei Pavluk / Youheni Karaliou            | Fehéroroszország   | 355,95    | 8         | 356,28 | 6        |
| 7        | Nicola Marconi / Tommaso Marconi            | Olaszország        | 370,44    | 7         | 329,16 | 7        |
| 8        | Ramon de Meijer / Yorick de Bruijn          | Hollandia          | 372,30    | 6         | 308,79 | 8        |
| 9        | Andrzej Rzeszutek / Artur Cisło             | Lengyelország      | 351,87    | 9         |        |          |